# Делень
Деле́нь (укр. Деле́нь) — село, относится к Болградскому району Одесской области Украины. Местные жители называют село "Дивитли́й", что происходит от турецкого названия села "Девлетлиагач", то есть "Государственное дерево". В докумантации СССР, вплоть до 1991 года село всегда обозначалось, однако, как Делены, а не Делень.

## История
До 1944 года село носило название Давлет-Агач (Девлет-Агач). Основано в 1830 году. Причем остановка дизель-электрички и сейчас носит это старое название (в 7,5 км от Делен, близ относительно недавно построенного села Новоселовка). Первыми жителями были болгары, которые переселились сюда после Русско-турецкой войны 1828—1829 годов из своего села Давлетлиагач, которое находится сейчас на территории Турции. На территории села находился карьер резного камня, поэтому основным занятием переселенцев была добыча камня.
В 1918 году село вошло в состав Румынии. В результате мирных переговоров Советского правительства с Румынией Бессарабия 28 июня 1940 года была возвращена СССР. В начале Великой Отечественной войны Бессарабия была оккупирована румынскими войсками. Село не подвергалось разрушению.
В 1945 году началась массовая коллективизация. Во время голодомора 1946—1947 годов умерло около 540 человек.

## Население и национальный состав
Население по переписи 2001 года составляло 2606 человек.
По данным переписи населения Украины 2001 года распределение населения по родному языку было следующим (в % от общей численности населения):
По Деленьскому сельскому совету: украинский — 17,37 %; русский — 3,47 %; белорусский — 0,06 %; болгарский — 78,03 %; гагаузский — 0,29 %; молдавский — 0,64 %.
По селу Делень: украинский −3,68 %; русский — 3,03 %;болгарский — 92,17 %; гагаузский — 0,35 %;молдавский — 0,61 %.
По селу Новоселовка: украинский — 87,60 %; русский — 5,71 %;белорусский — 0,39 %; болгарский — 5,51 %; молдавский — 0,79 %.

## Местный совет
68431, Одесская обл., Арцизский р-н, с. Делень, ул. Торговая, 2